# Tito Cicciò
Tito Cicciò (Messina, 28 luglio 1967) è un ex rugbista a 15, allenatore di rugby a 15 e dirigente sportivo italiano, già terza linea centro dell'Amatori Milano e cinque volte internazionale tra il 1992 e il 1993; dal 2014 al 2021 ha ricoperto l'incarico di allenatore in seconda dell'Italia femminile.

## Biografia
Proveniente da Messina, entrò nel 1980 nelle giovanili del club cittadino e nel 1986 fu tra i primi ingaggi dell'Amatori Milano sotto la sponsorizzazione Mediolanum; dopo la conquista del suo primo scudetto nel 1991 entrò nell'orbita della Nazionale e fece parte del gruppo che partecipò alla Coppa FIRA 1992-94, debuttando il 1º ottobre 1992 a Roma contro la Romania; furono 5 in totale gli incontri disputati da Cicciò in nazionale, l'ultimo dei quali quello contro la Francia al torneo di rugby ai Giochi del Mediterraneo 1993 in cui l'Italia giunse seconda.
Con l'Amatori nel frattempo rinominato Milan vinse altri tre scudetti e una Coppa Italia, e nel prosieguo della carriera, dopo la cessione della società al Calvisano tornò in Sicilia divenendo allenatore del Clan Messina; successivamente entrò nei ranghi federali e assunse vari incarichi, tra cui quello di responsabile del settore giovanile del Comitato Regionale Siciliano della F.I.R. e allenatore del Centro di Formazione Permanente di Catania, mentre a livello nazionale fu allenatore della nazionale maschile Under-17.
A ottobre 2014 assunse anche l'incarico di allenatore delle avanti e vice di Andrea Di Giandomenico, commissario tecnico della nazionale maggiore femminile, con cui raggiunse nel Sei Nazioni 2015 il terzo posto e la qualificazione alla Coppa del Mondo di rugby femminile 2017, il secondo posto al Sei Nazioni 2019 e la qualificazione alla Coppa del Mondo 2021.
Da novembre 2021 ricopre l'incarico di tecnico regionale federale.

## Palmarès
- Campionati italiani: 4
Amatori Milano: 1990-91, 1992-93
Milan: 1994-95, 1995-96
- Coppe Italia: 1
Milan: 1994-95